# Martin Möller (Chemiker)
Martin Möller (* 28. Juni 1951 in Zweibrücken) ist ein deutscher Chemiker. Er ist Professor am Institut für Technische und Makromolekulare Chemie der RWTH Aachen. Er ist bekannt für Forschungen zur Polymerchemie und funktionellen Nanotechnologie.
Möller machte sein Abitur in Blankenese und studierte ab 1971 Chemie in Hamburg (Vordiplom) und Freiburg, das er mit dem Diplom 1977 abschloss. 1981 promovierte er dort bei Hans-Joachim Cantow. Als Post-Doktorand war er als Fedor-Lynen-Stipendiat an der University of Massachusetts at Amherst. Danach war er wieder in Freiburg als wissenschaftlicher Mitarbeiter am Institut für Makromolekulare Chemie, wo er sich 1989 habilitierte und danach Professor für Polymertechnologie und Makromolekulare Materialien an der Universität Twente war. 1993 wurde er Professor und Leiter der Abteilung Organische und Makromolekulare Chemie an der Universität Ulm und 2002 Professor für Textilchemie und Makromolekulare Chemie an der RWTH Aachen. Von 2003 bis 2019 war er dort Direktor des Deutschen Wollforschungsinstituts (DWI), das 2013 als DWI - Leibniz-Institut für Interaktive Materialien Teil der Leibniz-Gemeinschaft wurde.
Möller befasst sich mit Polymerforschung (funktionale Polymere, verzweigte Polymere, Copolymere, Block-Copolymere) und Selbstorganisation von Makromolekülen, mit Oberflächenmodifizierung und Bau funktionaler Nanostrukturen.
Er ist Mitglied der Nordrhein-Westfälischen Akademie der Wissenschaften (seit 2005) und der Deutschen Akademie der Technikwissenschaften (Acatech). Im November 2019 wurde er zum auswärtigen Mitglied der Russischen Akademie der Wissenschaften gewählt.
2003 war er mit Ben Feringa, Niek van Hulst (Twente) und Justin E. Molloy (National Institute of Medical Research, London) einer der Empfänger des Körber-Preis für die Europäische Wissenschaft für Arbeiten an einem lichtgetriebenen molekularen Motor, der sich auf Oberflächen bewegt. Für 2014 wurde Möller der Hermann-Staudinger-Preis zugesprochen.